# Terry Williams
Terry Williams (născut Terrence Williams), (n. 11 ianuarie 1948, Swansea, Glamorgan, Țara Galilor) este un baterist de rock galez, ce a lucrat cu nume precum Dire Straits, B. B. King și Bob Dylan. 
În anii '60, Williams a cântat în câteva trupe ca The Smokeless Zone și Dream. După ce Dream s-a destrămat, Williams s-a alăturat formației lui Dave Edmunds, Rockpile, lucrând de asemenea și cu grupul rock galez Man din care făceau parte doi foști membri ai trupelor Dream și The Smokeless Zone - Deke Leonard și Martin Ace. Când Man s-au despărțit în 1976, Williams s-a alăturat din nou lui Edmunds, colaborând și cu Leonard dar și cu Dire Straits din 1982 până în 1989. În perioada 1981 - 1982 a făcut parte din trupa lui Meat Loaf, Neverland Express . 
În prezent conduce un club de blues în Swansea.
1. ↑  Czech National Authority Database, accesat în 1 martie 2022